# Gottfried Küenzlen
Gottfried Küenzlen (* 3. Februar 1945 in Calw) ist ein deutscher Theologe und Religions- und Kultursoziologe.
Die Schwerpunkte der Forschungen von Gottfried Küenzlen liegen in den Bereichen Ideengeschichte der Moderne, Religion und Politik, religiöser Fundamentalismus, Civil Religion, neue religiöse Bewegungen und Wirtschaftsethik. 
Gottfried Küenzlen studierte evangelische Theologie und Soziologie in Tübingen und Mainz und wurde 1972 zum Pfarrer der Evangelischen Landeskirche in Württemberg ordiniert. Mit einer Arbeit bei Friedrich H. Tenbruck zur Religionssoziologie Max Webers wurde er 1978 zum Dr. rer. soc. promoviert.
Mit der Schrift Der neue Mensch. Eine Untersuchung zur säkularen Religionsgeschichte der Moderne habilitierte er sich an der Universität Bayreuth. Ab 1982 war er wissenschaftlicher Referent der Evangelischen Zentralstelle für Weltanschauungsfragen und ab 1991 deren stellvertretender Leiter.
1994 erhielt er den Lehrstuhl für Evangelische Theologie unter besonderer Berücksichtigung der Sozialethik an der Fakultät für Staats- und Sozialwissenschaften der Universität der Bundeswehr München, den er bis 2010 innehatte.

## Schriften (Auswahl)
- Die Religionssoziologie Max Webers. Eine Darstellung ihrer Entwicklung, Berlin 1980, ISBN 978-3-428-04764-2
- Der Neue Mensch. Eine Untersuchung zur säkularen Religionsgeschichte der Moderne, München ³1997, ISBN 3-518-39215-8
- Die Wiederkehr der Religion. Lage und Schicksal in der säkularen Moderne, München 2003, ISBN 3-7892-8122-0
- Die Entzauberung der Welt. Studien zu Kultur, Gesellschaft und Religion in der Moderne (= Schriften des Instituts für Theologie und Ethik der Universität der Bundeswehr München, Bd. 5). LIT, Berlin 2019, ISBN 978-3-643-14394-5.